# Indian Askin
Indian Askin is een Nederlandse band, opgericht in Amsterdam. Het muziekgenre is het beste te beschrijven als "nu-punk" met rock-, punk- en psychedelische elementen, geïnspireerd door de muziek uit de jaren zestig, zeventig en negentig. De band bestaat op dit moment alleen uit zanger Chino Ayala, nadat in oktober 2020 bassiste Jasja Offermans, drummer Ferry Kunst en toetsenist Bart van der Elst de band verlieten.

## Biografie
Chino was sinds 2007 bezig met nummers schrijven en maken voor Indian Askin. Hij speelde samen met jongens van de middelbare school, maar iedereen ging zijn eigen weg. Zo was er dus geen band meer. Chino ging verder met de nummers en nam ze "zo crappy mogelijk" op in zijn slaapkamer en in de garage, met producer Peter Kriek. Later leren Chino en Ferry elkaar kennen in een studio, maar ze zochten nog naar een bassist(e). Na een tijdje leerden ze Jasja kennen en kwam ze er als bassiste bij. Tijdens een showcase in de oude Trouw komen ze in aanraking met hun huidige manager Dennis van Leeuwen. Na veel samengewerkt te hebben na de show, werd Dennis in 2012 hun manager. In 2014 doet de band mee aan de Popronde en speelde hierbij in verschillende steden. Tijdens deze shows leerden ze toetsenist Bart kennen. Sinds 2015 maakte Bart ook onderdeel uit van de band.
Frank van der Lende (DJ bij Radio 3FM) benoemde Indian Askin als "Sound of 2015" bij De Wereld Draait Door. Hij draaide de band regelmatig op 3FM en in 2016 werden ze uitgeroepen tot 3FM Serious Talent. Ook werden ze meteen genomineerd voor de 3FM Serious Talent Award 2016 en traden op bij de 3FM Awards 2016. Ook werden ze door De Volkskrant gebombardeerd tot "meestbelovende act van 2016". In 2017 won de band de Edison voor "Beste Nieuwkomer".
In oktober 2015 bracht de band zijn allereerste single uit "Answer". Begin 2016 kwamen nog de singles "Really Wanna Tell You" en "Asshole Down" uit. Deze staan alle drie ook op de eerste ep die ze begin 2016 uitbrachten. Ze tekenden een contract bij Warner Music, waardoor ze hun ep en album konden uitbrengen, aangezien de liedjes al langere tijd klaarlagen. Eind 2016 kwam er een 7 inchplaat uit via Paradiso Vinyl Club met de nummers "Drinking Time" en "Crazy". "Drinking Time" verscheen direct in de lijst "New Music Friday UK" van Spotify.

### Shows
Indian Askin speelde in voorprogramma's van bands zoals Kensington, Go Back to the Zoo en De Staat. Met De Staat speelden ze verschillende shows in België en Duitsland. Hierna reisde Indian Askin ook nog af naar Hongarije en Litouwen voor verschillende shows. 
In eigen land speelden ze in 2016 op meer dan 50 festivals, waaronder Lowlands, Best Kept Secret, Paaspop, Where the Wild Things Are, Popronde en Eurosonic Noorderslag (waar ze in 2017 nogmaals speelden). Naast het spelen op vele festivals reisde de band af naar 26 verschillende zalen in Nederland met de clubtournee "Piñata Disco Derby Tour", hiervan waren zeker 10 shows uitverkocht.
Op 2 juni 2019 speelden ze op festival Best Kept Secret in Hilvarenbeek en werden vooraf door NRC getipt als een van  de drie hoogtepunten.
In oktober 2020 stapten 3 van de 4 bandleden op.

## Discografie
- Indian Askin (2016)
- Sea of Ethanol (2016)
- Another Round (2019)
- Lonely Citizen (2023)